# ジョン・プランケット (第17代ダンセイニ男爵)
第17代ダンセイニ男爵ジョン・ウィリアム・プランケット（John William Plunkett, 17th Baron of Dunsany、1853年8月31日 – 1899年1月16日）は、イギリスの政治家、アイルランド貴族。保守党に属し、庶民院議員、アイルランド貴族代表議員を務めた。

## 生涯
第16代ダンセイニ男爵エドワード・プランケットと妻アン・コンスタンス（1816年9月12日 – 1858年6月27日、第2代シャーボーン男爵ジョン・ダットンの娘）の次男として、1853年8月31日にミーズ県のダンセイニ城で生まれた。1872年7月5日にケンブリッジ大学トリニティ・カレッジに入学、1878年にB.A.、1881年にM.A.の学位を修得した。このほか、1875年1月28日にミドル・テンプルに入学している。5歳年上の兄ランダル・エドワード・シャーボーンは1883年に父に先立って死去した。
1885年イギリス総選挙で保守党候補としてフォレスト・オブ・ディーン選挙区から出馬したが、2,421票（得票数2位）で落選した。1886年イギリス総選挙で再び保守党候補としてソーンベリー選挙区から出馬、4,935票（得票数1位）を得て庶民院議員に当選した。1892年イギリス総選挙に出馬せず、1期で議員を退任した。
1889年2月22日に父が死去すると、ダンセイニ男爵位を継承、1890年にアイルランド貴族代表議員選挙における投票権を認められた。1893年3月6日にアイルランド貴族代表議員に選出され、1899年に死去するまで務めた。
ミーズ県とケント州の治安判事を務めたほか、1887年から1892年までRoyal Naval Artillery Volunteers (RNAV)に加入しており、RNAVのブリストル旅団の大尉だった。
1899年1月16日にミーズ県のダンセイニ城で死去、長男エドワード・ジョン・モアトン・ドラックスが爵位を継承した。

## 家族
1877年4月3日、アーンリー・エリザベス・ルイーザ・マリア・グローヴナー・アール＝ドラックス（Ernle Elizabeth Louisa Maria Grosvenor Erle-Drax、1916年2月28日没、ジョン・アール＝ドラックスの娘）と結婚、3男をもうけた。
- エドワード・ジョン・モアトン・ドラックス（1878年7月24日 – 1957年10月25日[7]） - 第18代ダンセイニ男爵[1]
- レジナルド・エイルマー・ランファーリー（英語版）（1880年8月28日 – 1967年10月16日） - 海軍軍人。1916年4月15日、キャスリーン・チャルマーズ（Kathleen Chalmers、1980年没、クインティン・チャルマーズの娘）と結婚、子供あり[8]
- アーサー・クリストファー（1885年12月 – 1886年1月[6]）

17代男爵の死後、男爵夫人は1905年12月20日に国王の認可状を得て、姓を「プランケット＝アーンリー＝アール＝ドラックス」（Plunkett-Ernle-Erle-Drax）に改めた。